# Kính viễn vọng không gian Kepler
Tàu không gian Kepler hay Kính viễn vọng không gian Kepler là một kính viễn vọng không gian đã ngừng hoạt động của NASA, được thiết kế để phát hiện các hành tinh kiểu Trái Đất quay xung quanh các ngôi sao khác. Tàu không gian này được đặt tên để vinh danh nhà thiên văn học người Đức Johannes Kepler. Nó được phóng lên vào ngày 7 tháng 3 năm 2009, với thời gian hoạt động dự định trong ít nhất 3,5 năm.
Sau 9 năm hoạt động, nhiên liệu bộ điều khiển của tàu đã cạn kiệt. NASA tuyên bố chấm dứt hoạt động của kính thiên văn từ ngày 30 tháng 10 năm 2018.